# 李智汉 (韩国歌手)
李智漢（韓語：이지한，1998年8月3日—2022年10月30日），原名李建浩，韓國男演員、歌手兼模特兒，身高183公分。隸屬於935 Entertainment。
曾以韓國「Pan Entertainment」經紀公司的練習生身份參加選秀節目《PRODUCE 101 第二季》，梨泰院踩踏事故罹難者，得年24歲。

## 生平

### 出道前
李智漢原名「李建浩（이건호）」，是李智漢的祖父為李智漢取的名字，後來在參加選秀節目《PRODUCE 101 第二季》前後，因中間發生了李智漢被選秀節目《PRODUCE 101 第二季》淘汰及差點遭一家經紀公司詐騙等事件，將自己的名字從「李建浩」改名為「李智漢」，智漢的名字是小時候父母親就想為李智漢所取。 小時候的李智漢並未想著要走演藝之路，而是嚮往當警察，每當周邊的朋友受到冤枉，李智漢往往不會坐視不管，母親趙美恩提到：「曾經在超商，智漢朋友買了餅乾付了錢，但是超商叔叔說他沒收到錢，就把智漢當成小偷了。 智漢出來後， 一邊反駁並搜遍了地面，終於找到了一枚500元的韓圓硬幣，他把硬幣給叔叔說道：『為什麼那麼懷疑呢？』。」
李智漢出生時，父母親都會紀錄他的成長點滴，李智漢母親趙美恩提到：「智漢小的時候，我們的家境並不好。照片裡，他穿了這件衣服三年了...我真的不知道為什麼要那樣做。我感到很抱歉。」 李智漢高中一年級時，從街拍開始偶像練習生生活，往返於學校和練習室之間三年。 公寓的地下停車場有一間位置不太理想的練習室，就是李智漢的練習室。 對於毫不猶豫的去地下停車場練習的李智漢，爸爸媽媽輪流當起李智漢的攝影師，智漢的汗水和夢想在「地下停車場練習室」中得到了充分展現。 李智漢在參加選秀節目《PRODUCE 101 第二季》前，李智漢父母親曾為他拍攝舞蹈影片，因沒錢幫李智漢請舞蹈老師，所以在週末的時候，在公寓地下停車場拍了李智漢的舞蹈影片。

### 《PRODUCE 101 第二季》練習生時期
2017年李智漢以韓國「Pan Entertainment」經紀公司的練習生身份，參加了《PRODUCE 101 第二季》節目。並在《PRODUCE 101 第二季》節目中，穿著韓服唸出《擁抱太陽的月亮》經典台詞，穿著古裝出場的表現令人印象深刻。不過節目僅捕捉到一刀的場面，因外型帥氣，節目播出後一直被問到他是誰。另在節目中曾被問到什麼是練習生時，李智漢有趣的回答：「像是沒有按鈕的電梯。」
在《PRODUCE 101 第二季》被淘汰後，曾在2017年5月10日於個人經營的Instagram上留言：

國民製作人們! 我在節目開始兩個月之後就回家啦。呵呵呵呵，在節目的時候努力到睡不好覺，但是在節目中沒有被看見太多，真的好可惜。ᅲᅲ現在還有很多人完全不認識我，這是我覺得最可惜、最傷心的地方。 呵呵，但是很感謝我的粉絲們為我加油！ 呵呵
雖然我的排名很低，但是我學到了很多也經歷了很多! 我覺得每個人都有屬於自己的時刻，只是我的那個時刻還沒有到來吧！ 我絕對不會放棄的! 呵呵，我會努力平時喜歡的演技、唱歌及舞蹈，努力成為好的演員和歌手是我的夢想! 因為有目標所以我覺得自己很幸運很滿足! 這是個會讓我學習、認識很多很棒的人，還經歷了很多困難的事情，幫助我成長的節目! 但是在節目中沒什麼出現，還是很傷心。哈哈哈哈哈哈哈哈
我努力的從F等級努力上升到B等級，還錄製了《It's Me（Pick Me）》，這首歌對我來說很有意義的歌曲! 還有在團體評價的時候，我有幸演唱了#INFINITE前輩們的#做我的人#還成為center，真的很光榮! 想對包括我在內的#柳會勝#金燦#崔熙守#崔宰五#金藝賢還有我6個人說聲辛苦了ᄒᄒ!
以後也會成為不停下來繼續前進的人！ 我一定會成功的! 為了那樣，我會更加努力的! 真的非常感謝兩個月!

雖然李智漢很快就被節目淘汰，但在《PRODUCE 101 第二季》節目中也結識不少友人，如現為韓國樂團N.Flying的主唱柳會勝（유회승）、前往韓國發展的日籍歌手高田健太、韓國演員李有鎮(이유진)、韓國舞團XENEX 成員朴熙石 (박희석) 及淡出韓國演藝圈的金道賢(김도현)、趙晉亨(조진형) 等，其中朴熙石 (박희석)在節目結束後，更成為李智漢的親密好友。

### 演員生涯
在被選秀節目淘汰後，李智漢便開始認真思考當演員的事情，而不是當偶像。 
大學考試的前一天，李智漢神情嚴肅的跟母親趙美恩說：「我想成為真正的演員，並成為像李炳憲這樣的演員。」 在結束《PRODUCE 101 第二季》之後離開了Pan Entertainment，加入WIDMAY Entertainment並開啟演員、模特兒之路。
李智漢尚未演出網路劇前，曾於2019年4月客串韓國KBS電視劇《今天，你好》（오늘도 안녕），從此開啟演員之路。  2019年6月演出網路劇《蝴蝶之夢》（나비의훈），飾演演員柳珠恩的前男友張柱，並首次以演員身份出道。同年9月接下網路劇《今天也是南賢的一天》(오늘도 남현한 하루)，飾演男主角南賢，是李智漢首部主演的網路劇。2021年1月演出網路劇《只和男人交往的朋友》（남자랑만 다니는 친구），是李智漢出演的第三部網路劇。
李智漢於2022年離開了WIDMAY Entertainment，同年6月23日通過935 Entertainment演員總決選試鏡，並加入935 Entertainment成為該公司的新演員，李智漢提到了他的座右銘：「在兩者之間，衝突、對話和妥協。」
2022年接下韓國MBC電視劇《木偶的季節》（꼭두의 계절），飾演演員林秀香男友鄭伊登，也是李智漢首次以演員身份參與的電視劇演出。母親趙美恩提到《木偶的季節》試鏡，李智漢花了一個多月的時間，終於在2022年5月拿到鄭伊登角色的演出，該劇原本是12月播出，沒想到會成為李智漢的遺作。
除了從事演員的工作外，李智漢也身兼模特兒的工作，並拍攝許多形象廣告，在2019年9月20日、12月31日及2020年7月22日，分別幫韓國廠商雪冰拍攝冰品廣告。2020年10月6日幫韓國LG集團拍攝手機產品形象廣告。同年12月29日與韓國團體TST團員權容賢 (권용현) 合作，共同為韓國首爾市教育廳拍攝形象廣告。另外李智漢也在2021年8月幫印尼廠商kopi luwak拍攝咖啡廣告。

### 個人生活
母親趙美恩提到，李智漢從高中一年級就踏入演藝圈，他的夢想是當演員，並獨自努力考進東國大學戲劇電影學系。梨泰院踩踏事故喪生後的第二年，也是李智漢26歲冥誕，李智漢的姐姐李佳英夢見了李智漢面帶笑容說：「他要去學校了。」李智漢的家人便回憶起他從小是一位很喜歡去學校的人。未久，李智漢的父親李鍾哲及母親趙美恩接到韓國東國大學校方邀請，捧著李智漢的遺照出席2024年8月22日於韓國東國大學舉辦的畢業典禮，並代表李智漢領取東國大學戲劇電影學系的「榮譽學位畢業證書」，努力考進東國大學戲劇電影學系的李智漢，終於從喜愛的學校系所畢業。
李智漢生前是一位會默默參加志工活動的演員，曾瞞著家人到學校和教堂做義工，怕家人擔心的李智漢，很少輕易向任何人訴說自己到教堂做義工的事情。在韓國演藝圈出道近6年的李智漢，為了管理體重，都是以「糙米」、「雞胸肉」為主食，在其高中時代除非學校供餐，李智漢一般都是吃著「雞胸肉」當作正餐，另外李智漢對酒精過敏，不能喝酒。 

### 人物評價
李智漢畢業於韓國東國大學戲劇電影學系，東國大學戲劇電影學系同學表示：「智漢是很好的演員、弟子、前輩、朋友。」 也有同學表示：「李智漢在他心中是個笑得燦爛、善良的朋友。」李智漢的個人Facebook首頁，將東國大學戲劇電影學系所有同學的人像放在自己的Facebook封面，可見李智漢生前與東國大學戲劇電影學系同學關係友好。
李智漢母親趙美恩則表示「他是一位孝順乖巧的人，高中、大學時代甚至默默參加志工活動，表示像他這麼善良的孩子，養20個都沒問題。」李智漢的父親李鍾哲則說，李智漢總是比我更關心別人，是照顧後輩的那種孩子。李智漢後輩、也是韓國人權活動家崔珉錫（최민석）的Instagram文章則提到「據母親轉述，李智漢很少跟家人說起他在學校和教堂做義工的事，並為了後輩的利益而掩蓋後輩的錯誤。由於怕家人擔心，李智漢很少輕易向任何人訴說自己的好事，原因是他很謙虛，或者是認為對他的後輩做的事情是正確的。」李智漢的經紀公司「935 Entertainment」聲明提到：「李智漢對大家來說是一個親切溫暖的朋友，總是燦爛地笑著、朝氣蓬勃地打招呼，無限明朗純真的樣子歷歷在目。」李智漢日本友人Okada Anna在個人Facebook提到的李智漢：「很高興看到他總是為自己的夢想而努力，儘管他比我年輕，但我很尊敬他...每個人都喜歡對每個人都善良開朗的智漢。」
《PRODUCE 101 第二季》好友韓國歌手柳會勝、旅日發展的韓國舞者朴熙石則評價李智漢是一位相當關心好友，笑容讓人印象深刻的韓國演員。 

## 踩踏事故罹難

### 罹難經過
2022年10月29日晚上，李智漢於梨泰院踩踏事故當天要與友人在弘益大學吃飯，途經梨泰院發現周遭已人滿為患，曾於2022年10月29日晚上6點34分打電話向韓國警方請求救援，但韓國警方無視嚴重性。 
2022年10月30日凌晨，李智汉在首尔梨泰院踩踏事故中，为了救被困的小女孩罹難，得年24歲。 Youtube節目《第九檔案室》於2023年11月13日播出的節目中，描述了李智漢於2022年10月29日晚上於梨泰院的擁擠巷子內，拯救受困小女孩的經過：

...其中，一名女孩與同行的大人走散了，她差一點摔倒，但一個男人拉住了她，幫她保持了平衡，如果沒有這個人，她可能就會被壓死，女孩不知道這個男人的名字，也沒有機會去感謝他....。

有目擊者說，幫助女孩的這名男子最終沒有被救出，在此次事件中喪生，他就是24歲韓國藝人李智漢。

他是一位非常有潛質的藝人，在選秀期間曾經做過Ｃ位，還以演員的身份出演了網路電視劇《今天也是南賢的一天》。

當時，他正在出演MBC新劇《木偶的季節》的拍攝，這是他期待已久的重要角色，可身高183的他，也未能逃離那魔鬼般擁擠的路段...

由於李智漢在2022年10月正在拍攝《木偶的季節》，自進演藝圈後為了管理體重無法正常進食，更為了電視劇勤練身體，因此身型體態消瘦不少，在2022年10月30日凌晨，李智漢父親李鍾哲接到韓國梨花女子大學附屬首爾醫院急診室打來的電話，說兒子於12點死亡，母親趙美恩聽到消息震驚不已：

但這是為什麼？ 孩子於當天12:00死亡。不想相信也不敢相信，就去了醫院。就像那天我也沒吃東西一樣。 智漢的臉頰太凹陷了，肚子也很瘦，所以我說：“智漢，你今天沒吃飯。”

### 人生謝幕
李智漢的經紀公司「935 Entertainment」於2022年10月31日凌晨發表聲明：

李智漢演員成為了天上的星星，離開了大家，向因突如其來的噩耗而陷入悲傷的遺屬們、愛惜李智漢的所有人表示深深的慰問。
李智漢對大家來說是一個親切溫暖的朋友，總是燦爛地笑著、朝氣蓬勃地打招呼，無限明朗純真的樣子歷歷在目，無法相信再也看不到這畫面了。希望大家溫暖地送他最後一程，公司將永遠銘記，李智漢對演戲熱情而美麗閃耀的樣子。

網路劇《今天也是南賢的一天》導演於2022年10月31日到韓國明知醫院殯儀館悼念李智漢，並透過Instagram傳達了對李智漢的哀悼：

我有智漢的回憶，卻好難過，希望你去個好地方ㅜㅜ。

《PRODUCE 101 第二季》的友人朴熙石 (박희석) 在2022年10月31日於個人instagram寫下追悼李智漢的文章：

“去日本之前見吧”的你那句話，說‘準備結束後再見面’的自己真的很討厭。 真的很抱歉，我愛你，智漢。我深深地感受到了一句話無法表達的心情，心都要撕裂了這句話。 我向所有死者家屬表示深深的哀悼。

李智漢日本友人Okada Anna在2022年10月31日於個人Facebook寫下追悼李智漢的文章：

我在梨泰院踩踏事故中失去了一位好朋友，即使我發了一個KakaoTalk，我也沒有得到回覆，每次在新聞或SNS上看到事故影片時，我都感到非常難過。下一部戲已經決定了，拍攝也很順利，真的很痛苦很傷心。很高興看到他總是為自己的夢想而努力，儘管他比我年輕，但我很尊敬他。我相信總有一天我們會再見面的。智漢，對不起，我無能為力，每個人都喜歡對每個人都善良開朗的智漢。好好休息。向您致以沉痛哀悼。

模特兒時尚總監Rom Sangkavatana在2022年10月31日於個人Instagram寫下追悼李智漢的文章：

你出現在我的夢裡。 你把我吵醒了。 我不知道那是一個跡象。 你給我發了音樂。 我發現的那一刻。 我失去了你們……智秀和智漢。 我為你們祈禱。 “我不認為我們所有人的相遇是偶然的。 我們應該珍惜和慶祝在一起的所有時刻和時間，以及我們擁有的時間，我仍然記得幾週前在《重生》的節目中我最後一次和你說的話。
生命是短暫的，時刻也是短暫的，我們每天都在不斷地重生。 即使你們走了，你們仍然和我在一起。 希望你們兩個在安全美麗的地方。 送你們很多愛和光。
我們都會做。
我向你們的家人和朋友，以及在梨泰院失去親人的人們表示哀悼。

### 告別式
2022年11月1日，李智汉的告別式在韩国京畿道高阳市德阳区明知医院殡仪馆举行，11月1日下午3點在首爾市立昇華院進行火化，之後安葬在高阳市德陽區碧堤洞追悼公園天門。
2022年11月1日，告別式當天李智漢父親李鍾哲接受韓國媒體訪問，父親李鍾哲於靈堂前撫摸著兒子的照片，哽咽表示兒子在出事前還告訴他「隔日有工作，不會太晚回家」，一夕之間天人永隔，李爸爸難以承受喪子之痛，放聲大哭，一度站不穩。李智漢東國大學戲劇電影學系的同學，也參加了11月1日所舉行的告別式，同學表示：「智漢是很好的演員、弟子、前輩、朋友，希望不要責難遺屬或出現雜音，讓他們可以好好送走智漢。」也有同學難過表示：「直到現在也還難以置信，李智漢在他心中是個笑得燦爛、善良的朋友。」
預定在2023年播出的MBC電視劇《木偶的季節》中擔任了鄭伊登的角色，但由於他的去世，拍攝中斷了。製作團隊和同事們都受到了很大的衝擊，11月6日前取消了所有拍攝，並互相安慰，重新整理了團隊。
《木偶的季節》同劇演員林秀香、金正賢於2022年11月1日出席了李智漢告別式，並透過各自的Instagram寫下追悼文章，並為梨泰院踩踏事故罹難者哀悼。演員林秀香更在Instagram寫下哀悼文章悼念李智漢，直嘆：

原本31日是要一起拍整天戲，卻聽到消息去了靈堂，你爸媽說你回家後很常炫耀：「姐姐誇獎我表現很好。」很遺憾沒講更多打氣的話。事故帶走才剛要開始的你...真的太冷酷、太悲傷、太惋惜，本是要和你拍攝一整天的日子，卻聽到意外消息，去靈堂致哀時，大家好一陣子只能沉默地坐著...會帶著你的份一起努力去做，讓你在那裡也感到自豪。

韓國女演員宋彩允也在自己的Instagram刊登了和李智漢過去一起拍攝的照片，寫道：

每天為了同一個夢想而努力的那一刻是如此真實，那種感覺歷歷在目。我永遠不會忘記哥哥對17歲的宋彩允表現出的善意和親情，當時他剛剛開始工作生活，一切都很困難和陌生，我也把這份愛給了別人，讓他活下去。 請安息。

曾一起參加《PRODUCE 101 第二季》的友人朴熙石 (박희석) 、金道賢 (김도현) 、趙晉亨 (조진형) 於各自的Instagram即時限動轉發訃聞，並寫下：

智漢離開了這裡去了安詳之處，拜託大家來送智漢最後一程。為所有因梨泰院慘事而離去的人祈福，雖然無法完全理解家屬們的感受，但還是想表達哀悼之意。

與李智漢同為韓國模特兒圈的女同事金昭希，在個人的Instagram寫下追悼李智漢的文章，並出席了11月1日的李智漢告別式。
李智漢友人韓國Youtuber「薄荷（민트）」出席了李智漢告別式後，於2022年11月1日於個人Instagram寫下追悼李智漢的文章，並希望韓國社會不要責難與傷害梨泰院踩踏事故罹難家屬：

我失去了一位天使般的朋友，智漢在那裡並不是他的錯。
這是一條傾斜的小巷，事故是由人群造成的，這不是那裡的人的錯。請不要再說「我很高興你能活下來」、 「你為什麼去那裡？」等輕言，進一步傷害遇難者家屬。
我的家人和我的朋友，請再想一想，請不要發表批評性評論。

2022年11月1日告別式當天，韓國媒體CBS採訪到李智漢告別式出殯的情景：

“哎哟，智漢啊……”
1日下午的京畿道高陽市明知醫院殯儀館。
在「梨泰院萬聖節踩踏事故」中喪生的已故演員李智漢（24歲）的葬禮在遺屬、朋友和熟人的哭泣聲中嚴格遵守。
當智漢的朋友帶著疑惑的表情拿出照片時，包括死者家屬和熟人在內的約30人都忍不住流下了眼淚。
當智漢的棺木被抬上靈車時，周圍的人攙扶著難過不已的李智漢父母。
白髮蒼蒼的父親最終坐在輪椅上抽泣。 母親也哭了，叫著兒子的名字，說：“哎哟，智漢啊。”
李智漢家屬和熟人一時半會兒離不開靈車的車頭。 他們旁邊有一位女人拉著小提琴安慰他們。
在殯儀館裡，尹錫悅總統、國會議員、蘇志燮、南宮珉、延政勳等名人的葬禮花圈孤零零地豎立著。

## 故去之後

### 遺屬的悲鳴
李智漢的母親趙美恩於李智漢的個人Instagram寫下悼念兒子的文章，並親寫一封信給韓國在野黨共同民主黨陳情，韓國共同民主黨要求韓國尹錫悅政府對梨泰院踩踏事故展開事故調查。
2022年11月11日，李智漢母親趙美恩在李智漢的個人Instagram悼念李智漢，並透露尋死的念頭：

很害怕每天太陽升起、害怕肚子餓想吃飯，動念想把嘴巴縫起來，甚至數度想尋死，「把你送走我要怎麼辦？」。兒子生前為了角色積極瘦身，過往的努力如今化為泡沫，十分心疼。出殯的時候，來了很多愛你的朋友、哥哥們，我才發現原來我們智漢過得很好，讓我更無法言語，再也找不到活下去的意義了。送走了你，我該怎麼辦？想到警車護送兒子棺木的場景，感慨道：「這是該感謝的嗎？如果把警力放在當時的梨泰院，死的時候就不用護送了吧，好委屈啊！」兒子啊，放輕鬆吧，沒有痛苦的，好好的在那裡生活吧！好生氣好冤枉，我愛你兒子、尊敬你、好想你、辛苦了兒子，不能再見到你，上帝能把我帶走嗎？把我的智漢還來吧...拜託了。

2022年11月14日，李智漢母親趙美恩接受英國BBC專訪，透過專訪表示，李智漢在梨泰院踩踏事故當天與友人相約弘益大學吃飯。因對酒精過敏而不能喝酒，出門前母親曾幫他繫好鞋帶，但鞋帶常掉，他打算跟友人吃完飯後就去買新鞋。出門後途經梨泰院，發現梨泰院周遭已人滿為患，曾於2022年10月29日晚上6點34分打電話向韓國警方請求救援，但被警方無視，導致李智漢及其他罹難者錯過黃金六小時的救援時間。
李智漢故去後，李智漢母親趙美恩透過英國BBC專訪，表示經常在耳邊聽到李智漢傳來的聲音：

我仍然不敢相信，我聽到幻覺說：「媽媽、媽媽、媽媽。」我把房間裡的燈開著，打開了暖爐。我沒有關掉暖爐是因為我擔心我兒子會睡在寒冷的房間裡。

2022年11月22日，李智漢母親趙美恩接受韓國KBS電視臺訪問，提到自李智漢故去後，房間的東西母親都未曾動過，暖氣依舊開著，李智漢房間裡養了一隻烏龜，平常都是李智漢負責餵食，李智漢亡故後，母親接手養這隻烏龜，似乎感覺不到真實感，晚上只要房門有動靜，以為李智漢拍完照回家了。另外李智漢的夢想就是成為演員，在電視劇《木偶的季節》試鏡也是艱難的取得了鄭伊登的角色，沒想到這部電視劇會成為遺作。而李智漢母親為梨泰院踩踏事故的遺族站出來開記者會，是因爲見到比他更為可憐的遺族，因此決定出來幫助他們。
2022年11月24日，李智漢父親李鍾哲接受韓國CBS電臺節目訪問，提到李智漢故去後的心境：

從那天開始，很害怕早上太陽升起，早上睜眼很痛苦。真的一天太長了。 不知道以後要怎麼活下去，太累了。

2022年11月24日CBS電臺節目專訪的尾聲，李智漢父親李鍾哲對於長期未陪伴李智漢而感到愧疚，訪問時哽咽落淚：

智漢啊，爸爸因為賺錢不能跟你在一起，也不能讓你跟我一起玩，真對不起。很抱歉，我跑到前面看了這麽多，我應該回頭看看，我很對不起你。 沒怎麼說過我愛你。 以後見面的話，就算爸爸媽媽不認得你，你也一定要認出來，找到爸爸媽媽，回來找爸爸媽媽。

2022年11月28日，李智漢父母接受韓國《國民日報》專訪，談到李智漢離去後的家庭生活陷入停滯：

「智漢啊，你應該逃出來。」站在梨泰院踩踏事故罹難者李智漢遺骨的家人，在不能說話的李智漢遺骨前啜泣。 家人看著李智漢的照片，摸了一會兒遺骨前的玻璃。 他們把李智漢安置在追悼公園後，每天去這個地方，把給李智漢的思念寫在遺骨旁邊的留言簿上，就像寫日記一樣...李智漢爸爸（55歲）和母親（54歲）還有姐姐，每天準備李智漢喜歡的食物到這裡。 雖然梨泰院踩踏事故發生已將近一個月了，但家人的時間在踩踏事故發生後已經停止了。李智漢離開後，家人的衝擊和悲傷並沒有減少，家人的事業也處於放棄的狀態。 李智漢父親說：「隨著時間的推移，悲傷的強度會減少，會逐漸忘記，但是隨著時間的流逝會變得更累。」 李媽媽說：「看到智漢姐姐累著，我的情緒又崩潰了。 我真的不知道是我應該更傷心，還是為了其他家人而掩飾悲傷。」李媽媽說只要聽到前門外腳步聲就想起兒子，沒有主人的兒子房間，整天開著暖爐。 李媽媽說：「不知道是現實還是夢境的情況快一個月了。」
事故之後，家人的悲傷沒有緩解，但是李智漢的生活痕跡都要一一抹掉。 現在要做的是死亡申報。 李智漢母親27日說：「去過一次（居民中心），但好像做不到，所以回來了，如果申報死亡，智漢好像真的從世界上消失了，實在無法做到。」並回想當時。 雖然知道一個月內不申報死亡的話，規定要繳罰款。但是李智漢父母親說：「做那個的話好像活不了。」
李智漢父母以兒子名義申請的認購存摺也被註銷，那是留給李智漢將來結婚時使用。 李智漢父親去銀行告知兒子去世的消息，銀行職員告訴他，還有李智漢每個月存的青春儲蓄產品。 李智漢的父親說：「銀行櫃員取消了契約，我和他也哭了很多次。」

### 梨泰院踩踏事故49日
2022年11月30日，梨泰院踩踏事故滿一個月，李智漢父母親帶著韓國MBC電視臺到韓國首爾追悼公園天門悼念李智漢，並接受韓國MBC電視臺訪問，針對韓國總統尹錫悅處理事故的態度，及輕拍行政安全部長官李祥敏肩膀的行為，讓李智漢父母及梨泰院事故家屬頗為憤怒。
2022年12月7日，韓國人權活動家崔珉錫（최민석）在個人Instagram寫下對李智漢與李智漢父母的觀察：

從上周到現在的故事……給大家講講李智漢的父母和前輩李智漢的故事，他們是為了後輩和家人而活了一輩子的人。上週五，我見到了李智漢前輩和李智漢的父母。我收集了後輩們記得和得到的幫助，告訴了媽媽。
據他媽媽說，李智漢前輩很少跟家人說起他在學校和教堂做義工的事，並為了後輩的利益而掩蓋後輩的錯誤。由於怕家人擔心，智漢前輩很少輕易向任何人訴說自己的好事。我認為原因是他很謙虛，或者我只是認為對他的後輩做的事情是正確的。我之所以能夠了解智漢前輩的心，是因為我認為用我80%的藝術高中後輩，為他們奉獻自己，正是我必須站在與李智漢相似的角度去做的事情。當我告訴我的家人那些被幫助記住李智漢前輩善行的人的故事時，我的眼眶泛著淚水。

2022年12月16日，梨泰院踩踏事故第49天，韓國首爾市舉辦追悼會，李智漢姐姐李佳英對弟弟李智漢的最後道別：

可愛的智漢，姐姐。你現在真的很擔心我們，別擔心，爸爸媽媽和我都很好。我們正在照顧一個像你一樣的小女孩。智漢，如果你以後生女兒，對不起，你長得像我，你討厭，但我希望我的兒子像你一樣。你是我們家的光和驕傲，你是對我來說比我自己還重要。我很容易感冒，一言不發地上車。溫暖椅子並解決難題的智漢。手像嬰兒一樣可愛的智漢，現在我覺得你要出遠門了。保重，好好旅行。等你回來了，大家一起吃個飯吧。然後你來接我——智漢姐姐

2022年12月16日，在韓國首爾市舉辦的追悼會上，李智漢母親趙美恩提及並未申報兒子李智漢的死亡，願踩踏事故喪生的子女們來世能夠出生幸福國度：

我還沒有申報智漢的死亡。 不，好像永遠做不了。 我今天哪怕是一天也想說世界上最美麗的話。 在韓國梨泰院的那條巷子裡，不要忘記我們冷冷死去的子女。 願大家在最安全的國家重生，無憂無慮地幸福。我確信大家記住我們的子女們會出生在最幸福的國家。 衷心感謝所有陪伴我到最後的人，到此為止。
演員李智漢的媽媽敬上。

《PRODUCE 101 第二季》的友人朴熙石 (박희석) 在2022年12月16日於梨泰院踩踏事故第49天，在個人instagram寫下追悼李智漢的文章：

智漢，第49次追悼會今天在韓國舉行。雖然因為在日本沒能去，但是身邊有很多人聯繫了我。很多關於你的父母文章也陸續湧現。看到照片裡媽媽哭的樣子，我的心都痛了。我還是不敢相信。聯繫你的時候看到你打招呼的樣子歷歷在目。前不久，在日本的行程中，我想起了這件事，於是聯繫了媽媽，決定去韓國的時候見見她，我去韓國就去看你。看到追悼會上人山人海，不同於寒冬的冰封季節，許多人的熱情慰問。我想知道你們有沒有辦法去一個溫暖的地方。爸媽今天一定過得很辛苦，所以我想著明天再聯繫他們。有句話叫悲傷越久越深。我希望每個人都活著記住和懷念你而不是忘記你，我愛你，對不起，我想你，智漢。

《PRODUCE 101 第二季》的友人韓國歌手柳會勝（유회승）在2022年12月16日於梨泰院踩踏事故第49天，寫了一封信給李智漢，在信中回憶起在《PRODUCE 101 第二季》的練習生生涯，並在「梨泰院慘案家屬協議會」舉辦的49日紀念晚會現場，由李智漢的親屬朗讀信件內容：

致在世界上笑起來最美麗的智漢：
你好，智漢
這是我第一次用手寫信給您
我真的很想好好寫信
花了一段時間才完成
還記得第一次遇見你的時候
很生動
我還不是練習生，什麼都不懂
我和你在一起
我們第一次成為團隊
你來時笑著和我說話
智漢
我以前從未見過如此美麗的笑容
之後我就這樣離你更近了
有一位善良又酷的弟弟對我來說很重要
這是值得吹噓的事情
你答應過節目結束後
也會經常來看我
我也很年輕
有遠大的夢想...
很抱歉，我沒能抽出時間陪你
儘管如此
我想我們還是命中註定的
我開始去商店，邊走邊打招呼
我問了你，真的為你加油很多
我毫不懷疑你會成為一個大人物
說實話
我和我的家人很快就知道這個消息
情況是這樣的
那時我不能離開
你一定也遇到過
我感到憤恨和不敢相信，所以我告訴你
聽到消息感到憤恨和沮喪
我的心裡一遍又一遍的重複著
我的兄弟可能也和大家一樣
但我知道你是不能接受的
我想我還沒做好心理準備
智漢，為什麼你要這樣？
我想我怪你走的太匆忙
我沒有完美的經驗，但是我會盡力的
我不願意承認，但我會向自己承認
那麼，智漢
我希望這封信能到達你手中
而且你看上去比任何人都幸福
帶著我曾經熟悉的美麗笑容睡個好覺
我希望有你想要擁有的夢想
哥哥很想你
我會盡力做好自己的部分
我還在這裡，離你很遠
雖然你可能會感覺到
永遠希望你能守護著我
我希望我能把這封信給你
如果這一切都已經說了
愛你的家人
讓你出現在我的夢中
並告訴我你很幸福
之後
你就來找我了
愛你的兄弟
會勝

2022年12月16日，李智漢母親趙美恩接受韓國SBS新聞專訪，提到希望能查明真相，考慮那時候申報李智漢死亡：

我還沒有申報智漢的死亡。 因為不能做什麼所以沒做，好像永遠也做不了。能好好查明真相的話，那時候再申報死亡。

### 罹難者的思念
2022年12月30日，韓國演員金浩俊（김호준）在《2022年MBC演技大獎》頒獎典禮上悼念演員李智漢：

最後，只有10場戲，已故的演員李智漢在拍攝了10場戲後，迅速成為了天上的明星，我永遠不會忘記他。我向在10月29日災難中失去家人的人們，表示最深切的哀悼。

2023年1月1日，李智漢母親趙美恩與父親李鍾哲在元旦當天，到梨泰院踩踏事故發生的巷子，父母親害怕聽到兒子李智漢及其他孩子們當天的尖叫聲，自事故發生後都沒有前去，為了迎接新的一年而鼓起勇氣到了事故發生地，父母親坐在事發地上哭了很長一段時間。跨年夜當天，李智漢父親李鍾哲提到：

智漢生前知道，人不多且能夠看到太陽的地方，說新年的時候要去那裡，但最終不能去了...別人高興的新年，對遺屬來說是最悲傷的一天，隨著時間的流逝，孩子先離開的痛苦就越大。

2023年1月2日，李智漢母親趙美恩接受韓國媒體Oh my news專訪，提到李智漢的夢想是希望在頒獎典禮上，喊出媽媽的名字：

李智漢：「媽媽，如果我在年底獲得新人獎，我會嗎？我在獲獎感言中有一些話很想說。」
李智漢母親趙美恩：「什麼話？」
李智漢：「我要大聲說出媽媽的名字，謝謝趙美恩。」

2023年1月2日，李智漢母親趙美恩接受韓國媒體Oh my news專訪，對身為演員的李智漢做最後道別：

智漢，我們溫暖的智漢，當媽媽進房間時，會緊緊地握住她的手說，「你知道我有多愛我的媽媽嗎？」我們的智漢知道。智漢，不僅我，還有爸爸和姐姐真的很愛你。智漢，你總是那麼清澈、陽光、積極。我以為你是從天上下來的天使，我沒去過天堂，希望你們多去看看，不要再擔心發胖了，想吃多少就吃多少。非常感謝你出生為我的兒子。我希望我能再快樂一點……謝謝你，智漢。”

2023年2月3日，李智漢的姐姐李佳英與母親趙美恩接受韓國媒體MBC新聞台專訪，姐姐李佳英坐在李智漢生前住過的房間裡，房間裡都是李智漢的痕跡，姐姐李佳英還有留一封信給李智漢，希望李智漢可以趕快出道，但李智漢電視劇出道的夢想隨著梨泰院踩踏事故而終止了，姐姐李佳英的日常生活也隨之終止：

我什麼也做不了。我不知道怎麼到智漢沒能去的學校，對不起，我正在做智漢想做的事……
我們也是大韓民國的公民，過著正常的生活，但我覺得自己被拋棄了……
（至少）當我和其他遇難者的遺屬在一起時，我感到精力充沛。
讓我生氣的是（當局）不想知道。
如果他們不知道，他們就沒有罪，也沒有責任。

2023年2月6日，李智漢母親趙美恩接受韓國媒體《時事IN》專訪，前一天也是梨泰院踩踏事故滿一百天的日子，李智漢母親想起事故當天凌晨與李智漢的對話與記憶：

梨泰院踩踏事故的遇難者李智漢母親趙美恩經常忘記兒子的死。 他每天都去首爾龍山區綠莎坪站的聯合靈堂，有幾天回家發現看不到兒子的遺像，他忘記了他的兒子在那裡。 事故100天，身為遇難者的母親，在鏡頭前，在國會會見政治人物，在街上與警察相撞，卻無法承認兒子已經死去。
1月31日上午10點左右，趙美恩女士和其他遺屬並肩站在聯合靈堂前，為遇難者的靈魂祈禱，並按遇難者人數鞠躬159次。 每次鞠躬時，主持人都會喊出159名遇難者的名字：「95次紀念李智漢，一個不傷害人的人，一個真誠的演員。」輪到兒子回來時，趙美恩無法從座位上站起來，捂著臉哭泣。母親趙美恩說：「每當別人叫到我兒子的名字時，我就覺得我不得不承認他的離世。」
去年10月29日黎明時分，也就是事故發生的那一天，李智漢一如既往地去看望了她的母親趙美恩，並向她講述了當天發生的事情。李智漢說：「我在慶州拍攝了我的處女作電視劇後正在回家的路上...」很快就睡著的李智漢在下午醒來，送走要與朋友共進晚餐的兒子後，趙美恩女士心想：「希望我今天能吃得很多。」自高中以來，李智漢很少吃飽，當時他還是一名歌手練習生。 母親趙美恩經常用磨碎的雞胸肉和杏仁做飯，總是心疼兒子。 這一天，趙美恩去了一家服裝店，買了一件價值19.8萬韓元的外套。 趙美恩提到：「預算很緊，但我想給我兒子穿上新衣服，然後送他走。」
隔天一早，兒子連一根線都沒穿，就出現在了父母面前，躺在醫院太平間裡，兒子的臉乾淨得不像死人。趙美恩提到：「我覺得我應該做點什麼，所以我對著兒子的嘴吹了一口氣。」那一刻，趙美恩感受到了兒子的死亡，感覺就像往空桶裡吹氣，那是絕望的第一個時刻，趙美恩女士依然記得當時情景。
在兒子李智漢的葬禮之後，母親趙美恩有一段時間像死人一樣活著，連一口水都沒有喝，更不用說食物了。 隨著不吃飯的時間越來越長，身體也逐漸出現了異常。趙美恩提到：「我眼前一黑，耳邊傳來耳鳴聲。 有一天，雖然我哭了，但我的眼裡再也沒有眼淚了。 那時候，我覺得不能夠這樣子，照這樣下去，只怕智漢的不公死法會被遺忘而不為人知。 從那以後，我就被逼著吃飯了...」
1月27日，是李智漢的電視處女作《木偶的季節》第一集播出，李智漢飾演的角色換了一個演員，然而，一家人聚在一起看戲，李智漢父親李鍾哲在看這部戲的時候很痛苦，像「被尾巴夾住的老鼠」一樣，李鍾哲先生最終關掉了電視，那天，父親李鍾哲在事故發生後第一次進到兒子李智漢的房間。
有一天，李智漢的姐姐告訴她的母親趙美恩，她想結束生命。事故發生後，李智漢的姐姐受到嚴重創傷。 聽到女兒的話，趙美恩女士腦子一片空白：「我本該對我女兒說些什麼，但我沒有說出口，腦子裡想著和你一樣的想法，想停下來跟著智漢，但我不能對女兒說，堅持住，那是個壞主意。 」於是她說：「智漢應該幸福地生活。」

2023年3月24日，韓國MBC電視劇《木偶的季節》播出最後一集，片尾花絮出現李智漢的身影，是《木偶的季節》劇組為紀念於梨泰院踩踏事故遇難的李智漢而剪輯的花絮，花絮中李智漢顯得十分緊張，彷彿每一場戲都竭盡全力，花絮最後一幕低頭微笑的李智漢轉頭望向後方，劇組於影片旁打上標題，寫下：「《木偶的季節》參演者和工作人員永遠記得演員李智漢。」  

### 二十五歲冥誕
2023年8月3日，李智漢25歲冥誕，母親趙美恩於李智漢的個人instagram寫下對李智漢的思念：

智漢的媽媽：
今天是2023年8月3日，
是你出生的日子，
其實，媽媽很害怕這一天的到來，
我很害怕，如果必須來，請盡可能晚來，
不，今天是我高興不起來的一天，所以我希望你不要來。
智漢，
媽媽現在哭得很厲害，
淚水遮住了我的雙眼，撕心裂肺的疼痛湧上心頭，
我仍然不敢相信你已經走了，
我想他會進來說「媽媽！」
我非常想念你，我想聞你的體味，所以爸爸穿著你的襪子和鞋子，
媽媽拿著去年你生日時送給你的包，
這太瘋狂了，因為我們對此無能為力。
一隻潔白漂亮的小老虎跑向媽媽的裙子，夢見我緊緊地擁抱著你，生下了你，
但我沒想到你只和我們在一起25年。
KakaoTalk通知現在一直在您的手機上響起，
我無法確認，因為我無法解開你的密碼，但我想他們祝你生日快樂，
為了實現成為演員的夢想，你非常努力，
媽媽回憶起你熬夜排練劇本、因怕發胖而吃不下飯的畫面，心痛得流淚，
太悲傷了，
媽媽現在做的紫菜湯我該怎麼辦呢？
我怎樣才能把它交付給你？
我希望我能帶著紫菜湯去找你。
智漢，
記住你生日的人太多了，
有些人記得智漢的生日，並在午夜時通過您的Instagram上傳了一首歌曲，
智漢你也在看嗎？
兒子，
我還是覺得這個世界很溫暖。
我的兒子智漢，
媽媽在這個世界上沒有遺憾，
快點走到你身邊，是我此生最後的心願，
如果還有一個願望，那就是回到去年的10月28日。
兒子智漢，
媽媽很快就會來找你，
我真的很想你，
我不會讓你等太久，
我想你智漢。

### 梨泰院踩踏事故一週年
2023年10月29日，李智漢的經紀公司「935 Entertainment」於凌晨在官方instagram發表文章，悼念於2022年10月29日梨泰院踩踏事故遇難的所屬演員李智漢：

記住李智漢，
去年的今天，他成為了大家心中永遠的明星，
我們及那天的每一個人永遠會記得演員李智漢。

2023年10月29日，母親趙美恩於李智漢的個人instagram寫下對李智漢的思念：

智漢，我的兒子，我無法用世界上任何東西來代替他。
是媽媽
我們到今天已經一年沒見到你了。
即使現在，你的臉還是那麼清晰，就像我昨天才見到你一樣。
兩個月前你的生日沒有來，到了今天，我們已經一年沒見了，你仍然和我們在一起。
智漢
你的形象對我來說依然那麼歷歷在目，但無論我怎麼想，總有一些事情我記不清了。
是你美麗的眼睛，無論我怎麼努力，我都記不起你那雙清澈的眼睛，所以這些天，媽媽正在與與昨天不同的絕望做搏鬥。
梨泰院那條街上令人窒息的疼痛是多麼可怕和痛苦？
我想，十月底，當你被扔在冰冷的路上等待救援時，你的背部一定是多麼寒冷。
媽媽痛得要死，我用一隻手勒死她，堵住她的鼻子，但幾秒鐘後，我怯怯地把手拿開，用棉枕頭摀住臉，一直堅持到她停下來的那一刻才開始呼吸，但我無法忍受無法呼吸的痛苦，我停止了並抬起臉。
非常抱歉，智漢。
媽媽是個罪人
爸爸媽媽應該去梨泰院救你的。
我每天都無法承受這樣的愧疚，如果那天媽媽跑到你身邊，你就不會在那條冰冷的路上去了天堂而沒有被救。
我必須在世界上最小的房間裡盤腿睡覺，
我必須吃世界上最苦的食物，我必須在快要渴死的時候勉強喝一口水，我每天都不斷地對自己重複，我必須活出自己的感覺
對不起，我一直都覺得直到我閉上雙眼的那一刻，都要對我還活著的這件事情感到歉意
我知道你一定不想要媽媽這樣，但這是媽媽真實的心聲啊。
坐了一年的公車去見你，在第53站下車，步行200米，路總是陌生而艱難，就像心裡扛著一塊石頭。
為什麼我一定要走那條路才能遇見你？
媽媽真的很討厭這個政府。
請救救我！我要被壓死了！ 儘管人們在電話裡清楚地聽到了你的尖叫聲，但他們卻視而不見...
本來可以避免任何人死亡
政府到底為什麼沒有為預測中的災難做好準備呢？即使我每天閉上眼睛思考，我也無法理解，我的憤怒隨著我不見你的日子一天天增長。
所以媽媽今天也做出了承諾。
我會盡我所能，確保你不會白白死去。
每天，你悲傷的母親都會來看你，帶來她從未給你的白米飯和你因為你沒有長胖而喜歡的不加糖水果。
智漢
我真的很想看到你那雙清澈而善良的眼睛。
智漢
媽媽非常愛你。
媽媽試著閉上眼睛，媽媽會一直說著我愛你，直到閉上眼睛的那一刻。
待會見...
2023.10.29. 凌晨 4 點 媽媽

2023年10月29日，父親李鍾哲於紀念李智漢的instagram寫下對李智漢的思念：

在你氣味最濃的地方我又哭了
今天，10月29日，是智漢離開我們一週年。 我的心就這麼痛嗎？ 我的頭好痛，感覺要裂開了，心臟跳得快，感覺要爆裂。
他們只是試圖透過給你創傷藥物來讓你忘記悲傷。
這時候你總是這樣過來…
現在連你的蹤影都沒有了，我心裡好難過、好想你，不知道你為什麼這麼快就從我身邊消失了，我的心碎了，呼吸困難。
每天我睜開眼睛都感到害怕。 今天又是毫無意義的一天過去了。
那些未能保護人民生命安全的人變得沮喪而睡不好覺，但我做為受害者卻因無法做到這一點的現實而再次哭泣。 
我無法原諒那些忽視我的人，即使他們本來可以救你的命。
我覺得我又要哭了，要發瘋了，因為我知道永遠無法相信讓我離開我深愛家人的巨大力量，我們永遠不能在一起。
如今我依然在雲中行走、徜徉，分不清是現實還是夢境。
今夜感覺如此痛苦漫長。 我感覺我快要瘋了。
如果這是一個漫長的不眠之夜
我拼命地想念你，我仰望夜空想念你，但悲傷和心碎的思念只會越來越大。
我親愛的智漢，我非常想念你。 我不知道爸爸媽媽作為失去親人的家人如何在這片嚴酷的土地上生存。
我試著不再哭，但我又哭了，以免發瘋。
智漢，我好想你，好想你。 你知道爸爸很愛你嗎？

2023年10月29日，《PRODUCE 101 第二季》的友人朴熙石 (박희석) ，陪同李智漢的父母與姐姐一同前往位於韓國京畿道高陽市的追悼公園天門追思遇難一年的好友李智漢，並於隔日在個人instagram寫下思念李智漢的文章，並放上李智漢生前與他一同去韓國江原道海邊看新年曙光的影片：

智漢，你好嗎？一年過去了。
你還記得元旦那天我和你一起千里迢迢去江原道看日出嗎？整夜開車很辛苦。
是的，萬聖節依然熱鬧，人也很多
我想我正在以自己的方式享受和悲傷。
今年，許多人都在努力防止像一年前那樣令人心碎的事情發生。
昨天，我準時去見了你的父母、姐姐，甚至還有你的阿姨月波。
你媽媽很早就給你準備好並帶來你最喜歡吃的食物，但我不知道你吃得好不好。
一年過去了，我以為我不會哭，但結果並沒有如我所願..哈哈
我不知道是否可以與我的家人相比，但對我和月波阿姨來說，悲傷仍然先於回憶。
很抱歉不能常去。我忙著謀生。我說我會去，但一年後我才來...
你的骨灰罈第四個位置旁邊留了一本筆記本嗎？
這樣來看你的人就能寫下想對智漢說的話。
你媽媽每天都去看你，把它寫得像日記。
我好想你，因為你常來看我
然後大家一起吃午餐，看看我的爸媽和妹妹。
智漢，我明白你為什麼是如此正直善良的人。
我很感激你這麼照顧我，只對我說好話。
很抱歉我不能經常去看望您，我們會永遠記得您。
在那裡玩得開心，做任何你想做的事。
我想你，智漢，我愛你。

### 無法出席的畢業典禮
2024年8月22日，韓國東國大學舉辦畢業典禮，邀請梨泰院踩踏事故拯救小女孩不幸喪命的演員李智漢家人出席畢業典禮，並領取榮譽學位畢業證書。李智漢的父母接到要去智漢的母校領取學位畢業證書時，一度猶豫不決，因為擔心會破壞畢業典禮的氣氛，後來因智漢的姐姐在夢裡夢見面帶微笑的智漢說：「他要去學校了。」家人便想起了智漢很喜歡上學，也想起了智漢許久未見的笑容，於是決定參加東國大學的畢業典禮。
李智漢父親李鍾哲提到：「智漢對於演員職業的選擇很用心，便在大學考試錄取了東國大學戲劇電影學系，六年前印製的大學錄取通知書目前還貼在家裡的冰箱。」父親還對想要從事演員工作的李智漢提醒：「這對任何人來說都不是一件容易的事，你必須足夠堅強才能把原來的自己扔掉，但你太軟弱了，你會受到很大的傷害。」然而，智漢並沒有放棄，他說：「這是我能做到的最好的事情。」李智漢父親還回憶起2022年8月某一天，智漢曾跟父親說：「爸爸，我覺得我在教後輩的同時學到了很多東西，這確實對我幫助很大。」李智漢父親回憶說：「當時我想，兒子長大了很多，我現在可以放心了。」
當天李智漢的父母捧著李智漢的遺像，參加東國大學畢業典禮，並從校方手中領取頒發給演員李智漢的榮譽學位畢業證書。典禮結束後，李智漢父母親拿著李智漢的學位畢業證書到李智漢的長眠地「高陽市德陽區碧堤洞追悼公園天門」安慰李智漢。

## 影視作品

### 綜藝節目
| 年份 | 名稱                   | 角色   | 備註 |
| 2017 | 《PRODUCE 101 第二季》 | 參賽者 |      |

### 網路劇
| 年份   | 平台    | 劇名                                         | 角色        | 備註   |
| 2019年 | YouTube | 《蝴蝶之夢》（나비의훈）                     | 張柱        | 配角   |
| 2019年 | YouTube | 《今天也是南賢的一天》(오늘도 남현한 하루)   | 南賢        | 男主角 |
| 2021年 | YouTube | 《只和男人交往的朋友》(남자랑만 다니는 친구) | 男學生-智漢 | 配角   |

### 電視劇
| 年份   | 電視台 | 劇名                          | 角色   | 備註                                         |
| 2019年 | KBS    | 《今天，你好》（오늘도 안녕） | 男學生 | 配角(客串)                                   |
| 2023年 | MBC    | 《木偶的季節》（꼭두의 계절） | 鄭伊登 | 攝製期間去世，其角色後續由演員李廷晙接替演出 |

### 廣告代言
| 年份 | 企業名               | 品牌名稱           | 商品類別                                                              |
| ---- | -------------------- | ------------------ | --------------------------------------------------------------------- |
| 2019 | 韓國雪冰             | 설빙               | 冰品代言人                                                            |
| 2019 | 韓國雪冰             | 설빙               | 딸기빙수를（草莓刨冰）                                                |
| 2020 | 韓國雪冰             | 설빙               | 메론설빙이 (哈密瓜冰)                                                 |
| 2020 | LG集團               | LG전자             | LG WING - Let's WING it 숏비디오 챌린지 편 （Let's WING it 短片挑戰） |
| 2020 | 韓國首爾特別市教育廳 | 서울특별시교육청   | 상상해 봐, 30년 후 우리 학교!（想像一下，30年後我們的學校）           |
| 2021 | kopi luwak           | Luwak White Koffie | 盧瓦克白咖啡                                                          |

## 軼事
- 2022年10月29日梨泰院踩踏事故當天晚上，有目擊者描述，李智漢在當時其實早已從人群中脫困，但他為了救出被困在人群裡面的小女孩，才會再度受困，儘管小女孩成功脫困，但李智漢最終卻沒能逃出。[87]

- 梨泰院踩踏事故爲拯救女孩而無法逃出喪命的李智漢，經韓國網友的披露及媒體報導，許多悼念李智漢的韓國國內外Fans紛紛湧入李智漢的個人Instagram寫下悼念留言，被救女孩的家屬特地向李智漢家屬致歉同時表達謝意。[88]

- 李智漢於MBC電視劇《木偶的季節》擔任的鄭伊登角色，在李智漢故去後，未拍攝完的分量比拍攝的部分多，經過長時間的討論後，該角色由演員李廷晙接替演出。[89]

- 李智漢母親趙美恩於2022年11月22日接受韓國KBS電視臺訪問時提到，李智漢房間裡養了一隻烏龜，這隻烏龜是李智漢於2022年4月19日開始飼養，並為這隻烏龜開了Instagram，並不定期撰寫烏龜的飼養日記，最後一次更新是在2022年6月16日。[90]

- 2022年11月2日，李智漢母親趙美恩前往「梨泰院慘案遺失物中心」拾回李智漢的遺物。母親趙美恩在接受媒體採訪時，一手抱著李智漢的鞋子，一邊回憶著案發當天，她在醫院裡頭見到成為冰冷遺體的李智漢時，那幕悲痛的畫面。母親趙美恩崩潰表示：「她接獲通知後立刻趕赴醫院，並不斷尋找兒子的下落，不過當她見到兒子時，對方已成了冰冷的遺體，儘管她不願意放棄，繼續替兒子做人工呼吸，還是沒有辦法將死去的兒子喚醒。」隨後抨擊警方動員的人力，以及救援速度太慢，質疑若當時的報案人是國務總理的兒子，是不是就會立刻動員數百名警力到場？更痛批警方正是因為接到了「普通老百姓」的報案，才會輕忽了事情的嚴重性。[91]

- 2023年1月2日，李智漢母親趙美恩接受韓國網路媒體oh my news的專訪，提到李智漢相信自己的夢想及汗水。在上選秀節目《PRODUCE 101 第二季》時，智漢選擇了「我的強項是‘汗’」來介紹自己。 與此同時，智漢的汗水帶領他一步步邁向自己的夢想。高中一年級時，從街拍開始偶像練習生生活的李智漢，往返於學校和練習室之間三年。 公寓的地下停車場有一間位置不太理想的練習室，就是李智漢的練習室。 對於毫不猶豫的去地下停車場練習的李智漢，爸爸媽媽輪流當起李智漢的攝影師。 智漢的汗水和夢想在「地下停車場練習室」中得到了充分展現。在大學考試的前一天，李智漢神情很嚴肅，他跟母親趙美恩提到，他想成為真正的演員，並成為像李炳憲這樣的演員，當時的李智漢不是唸藝術高中，因此他需要比其他人付出更多的努力。[3]

- 李智漢的汗水終於在2022年開花結果，到了935 Entertainment，並接拍了韓國MBC電視劇《木偶的季節》，飾演演員林秀香的前男友，李智漢一邊專心拍攝，即使拍戲排到天亮，也經常調整飲食和運動，照顧好自己的身體。 李智漢的心裡，表露出「開心」的心情。李智漢母親趙美恩提到：「甚至在災難發生的前一天，他還去慶州拍攝。即使他凌晨 3 點回到家，他也會告訴我現場發生的每一件事。即使當我說，「很累，去睡覺。」 我的兒子只是說：「我很開心。媽媽，我覺得我現在是最幸福的。」 因為拍戲來來回回11個小時，兒子只說了這句話，那天因為拍戲什麼都吃不下……。[3]

- 梨泰院踩踏事故當天，李智漢準備出去見朋友。 站在鞋架前的李智漢說：「媽媽，我的鞋老是掉。」李智漢母親提到：「我太隨和了，所以我對好衣服或好鞋子不感興趣。當我看鞋店時，有一雙鞋子在網上賣得很便宜。所以我說，智漢，今天回來，馬上把鞋子買下來。 但是我買不起鞋子，我們本來應該一起去買鞋的，但我們不能那樣做。」午夜剛過，智漢的父親李鍾哲接到了韓國梨花女子大學附屬首爾醫院急診室打來的電話： 「這裡是急診室，我覺得你應該馬上過來。」媽媽簡直不敢相信，一遍又一遍地問，是不是真的是我兒子，得到的回答都是一樣的。有目擊者說，智漢在晚上11:00躺在路上並且沒有進行心肺復甦術（CPR），因為他認為他會活下來。但是為什麼智漢上救護車是晚上11點52分？他應該躺在床上還是冰冷的地板上？我還是不明白。到達梨花女子大學附屬首爾醫院後，母親面對著躺著的兒子。 牽手感受到了溫暖。 智漢似乎還活著。「靠人工呼吸活不下去嗎？」李智漢母親向兒子嘴裡吹了口氣，母親回憶：「感覺呼吸就像是從一根開口的管子裡流過，我應該感覺到我的呼吸充滿了……然後我隱隱約約地感覺到了。智漢真的死了嗎？」。[3]

- 李智漢出生時，父母親都會紀錄他的成長點滴，李智漢母親趙美恩提到：「智漢小的時候，我們的家境並不好。照片裡，他穿了這件衣服三年了...我真的不知道為什麼要那樣做。我感到很抱歉。」在李智漢故去後，母親於11月28日和12月28日黎明時夢見李智漢來到她身邊，第一次時一臉無助。他躺在母親的腿上說：「我愛你媽媽，親吻我的臉頰並閉上眼睛。」12月28日夢到李智漢時，他帶著一張好看的臉出現。母親每天擺桌子，一直到罹難者49日當天，智漢坐在桌子旁說：「我們找個地方吃飯吧。」[3]

- 李智漢母親趙美恩的手機裡，留下兒子李智漢最後的聲音也是：「媽媽我愛你。」 李智漢將媽媽最喜歡的歌曲《一起去看星星》（韓國歌手鄭宰沅（적재）所唱）作為生日禮物送給她。 唱完後，李智漢用親切的聲音說：「媽媽，生日快樂，我愛你。」 母親想起已經成為明星的兒子，後悔自己竟然還喜歡那首歌。[3]

- 2022年12月19日，李智漢母親趙美恩在梨泰院踩踏事故罹難者靈堂前暈倒了，當時韓國極右派團體正在附近遊行，並對已經往生的演員李智漢進行辱罵，李智漢母親趙美恩在現場終於失去理智。韓國總理韓惪洙在沒有事先通知遺屬的情況下，到了靈堂，但不到一分鐘就離開了。 當死者家屬要求韓國尹錫悅政府正式道歉時，韓國總理韓惪洙放棄燒香轉身離開，並說：「我明白了。」 極右派敬禮時，韓國總理韓惪洙與他們握手說：「我想燒香，他們不讓。」讓李智漢母親非常憤怒。在罹難者 49 日之際，李智漢母親永遠不會忘記韓國總統尹錫悅夫婦在聖誕樹點亮儀式上大笑的情景：「如果總統那樣做，二次傷害會消失嗎？你能想像嗎？你說你會聽人民的聲音。死亡159人不夠嗎？你還要死多少人才能聽到聲音。」[3]

- 2023年1月6日，接受韓國網路媒體oh my news專訪的李智漢母親趙美恩，拿出李智漢剛出生的照片，李智漢出生後的第二天母親寫著日記提到：「我要他們健康、正義地成長。」被兒子的一句“我愛你”逗笑的媽媽。 為工作到天亮的兒子精心準備早餐的母親。 媽媽看到兒子的鞋子很便宜，答應說：「媽媽會給你買雙好鞋的。」 這樣一位平凡的母親，如今因梨泰院踩踏事故兒子的喪生，站在大街上、國會上、記者招待會上，站在很多人和鏡頭前。李智漢母親趙美恩在媒體前提及自己也很害怕，即便如此，但身為人母還是發誓：「老實說，我也是人，有時我在家裡會感到沮喪，但當我側目再回頭看時，還有158個孩子回不來了。」[92]

- 2023年1月28日，李智漢母親趙美恩接受韓國作家協會邀請，到首爾中央圖書館參與活動，一同出席的還有泰安火力發電站夜間獨自工作時失去生命的青年勞動者，已故金永均的母親金美淑。在會議上母親趙美恩提到李智漢死亡瞬間的絕望心情：「到了急診室，在不知道發生什麼事的狀態下，智漢被宣告死亡了，但我感受到了（兒子）身體的溫暖。想說可以救人，所以做了人工呼吸，但聽到了空的管子透過空氣的聲音，那時才想到『去天國嗎』就哭了。」踩踏事故之後，母親趙美恩和父親李鍾哲兩次都嘗試了極端的選擇，但是每時每刻都會想到「我兒子的最後一刻會怎麼樣。」 母親趙美恩提到：「包括智漢在內的158人的那個瞬間是多麼痛苦啊，那一瞬間智漢想到了誰，突然覺得應該是媽媽的我。」母親趙美恩為了揭露兒子死亡的真相並懲罰負責人，決定成為鬥士，母親提到：「如果我在那條巷子裡不知道原因而死的話，智漢也會那樣做的。」[93]

- 2023年2月3日，李智漢母親趙美恩與姐姐李佳英接受韓國媒體MBC新聞台專訪，李智漢的房間也首度公開在媒體鏡頭前，房間裡有一個大台的跑步機，跑步機上有李智漢生前穿過的白色運動鞋，跑步機旁有李智漢生前用過的吉他，吉他後方還有李智漢親養的魚，電腦上擺放了李智漢的寫真照。床上擺放著李智漢生前的遺作《木偶的季節》劇本，李智漢遇難後，劇本就一直放在床上至今，母親將李智漢遺照放在李智漢生前睡過的枕頭上，在李智漢故去後，李智漢的房間依舊保持原貌，母親趙美恩想著天一亮就開始練戲的兒子，一整天都無法關掉暖爐。[94]

- 2023年2月3日，李智漢母親趙美恩向韓國媒體MBC新聞台透露，踩踏事故之後，打掃時每到李智漢的房間，都會閉著眼睛不進房間，至今李智漢房間的暖爐依舊開著，採訪的最後，母親趙美恩緊抱著李智漢生前穿過的衣物啜泣，姐姐李佳英對於韓國尹錫悅政府的事故處理態度非常憤怒，認為尹錫悅政府「沒有道歉，沒有調查，沒有責任」。[95]

- 2023年2月5日，韓國網站「伊爾貝」有韓國網友披露，2022年10月29日踩踏事故當天李智漢當時與同為模特兒圈的女模林智秀 (임지수) 一起到梨泰院，林智秀後來也是梨泰院踩踏事故罹難者之一。尤於女模林智秀生前使用的Instagram，限時動態有許多與李智漢一同出遊的影像，因此韓國網友推測，兩人生前已經是交往狀態。[96] [97]

- 2023年4月13日，臺灣網路媒體《彌勒熊報 Bearpost》報導關於梨泰院踩踏事故遇難者家屬淪為網路欺凌對象，臺灣媒體轉述法新社報導，採訪李智漢父親李鍾哲，李智漢父親悲痛說：「懇求韓國政界人士查明這場造成超過 150 人死亡的意外。然而，這類申訴卻在網上被嘲笑、貶低及歪曲，像是改圖將他變成獲得賠償後大笑，或是指其行動與北韓有關。」只要任何關於李智漢家族的新聞報道，都會在幾分鐘內吸引數百條負面評論，數量多到使人難以承受。[98]

- 2023年4月13日，李智漢母親趙美恩向法新社說：「那一天永遠改變了我們的生活。」並提到：「智漢的爸爸每天晚上都會出去等他，有時要等幾個小時。他說要出去抽煙，但我們知道他在等智漢。」並透露意外發生後，面對網上猛烈反應，李智漢父親李鍾哲曾多次試圖自殺。[98]

- 2023年4月19日，韓國網路媒體《韓民族21》特別為李智漢寫了專欄，訪問了父親李鍾哲及母親趙美恩，母親趙美恩提到李智漢為了管理體重，都是以「雞胸肉」為主食，母親嘗試著吃李智漢平常吃的食物，光聞攪拌機裡雞胸肉的味道，就快嘔吐了，但李智漢還是吃著這樣的食物當作正餐。每當母親趙美恩想到家中冰箱還裝滿著李智漢正餐吃的「雞胸肉」，認為兒子生前卻不能跟正常人一樣，吃正常的東西，心裡十分難過。[2]

- 2023年4月19日，韓國網路媒體《韓民族21》公開了李智漢在參加選秀節目《PRODUCE 101 第二季》前，所拍攝的舞蹈影片，影片中的李智漢還是高中生，外表十分青澀，當時的李智漢父母沒錢幫李智漢請舞蹈老師，所以在週末的時候，在公寓地下停車場拍了李智漢的舞蹈影片。[4]

- 2023年4月29日，韓國網路媒體《每週趨勢》專訪李智漢母親趙美恩，踩踏事故已過去六個月，但母親趙美恩對於梨泰院踩踏事故兒子李智漢的死亡真相仍然知道甚少。李智漢是在2022年10月29日晚上11點53分從梨泰院事故現場被送到韓國梨花女子大學附屬首爾醫院，到了10月30日凌晨12點23分被醫院宣告死亡。當時韓國警方對罹難者的遺體並不尊重，在驗屍的過程，多數罹難者的衣物都被警方撕爛，李智漢父母到達韓國梨花女子大學附屬首爾醫院的太平間時，母親趙美恩發現親手為李智漢燙好的白襯衫及褲子被警方撕爛，扔到太平間一角，另外也發現兒子送達醫院後的驗血痕跡，當時負責的警方供稱：「沒有驗血。」但警方又說可能要對李智漢進行毒品屍檢，李智漢父母懷疑在沒有經家屬的同意之下，韓國警方是否就進行毒品測試。兒子遭遇到的死亡處境，及李智漢生前為了維持體重，長期的主食一直都是糙米和雞胸肉，讓母親趙美恩自責又難過，希望自己還活著的時候，為兒子李智漢找出真相，追究韓國尹錫悅政府的責任。[99]

- 2024年8月22日，李智漢的父親李鍾哲及母親趙美恩受韓國東國大學校方邀請，捧著李智漢的遺照參加東國大學畢業典禮，並代表李智漢領取東國大學戲劇電影學系的「榮譽學位畢業證書」，李智漢正式從東國大學戲劇電影學系畢業。[23]

- 目前李智漢的Instagram及Facebook由李智漢母親趙美恩經營，李智漢母親趙美恩經常透過Instagram傳達對兒子李智漢的思念。另外李智漢父親李鍾哲特別在Instagram成立紀念李智漢的Instagram，李智漢父親李鍾哲透過紀念李智漢的Instagram傳達對李智漢的思念。[100]

- 李智漢的安葬處位於韓國京畿道高陽市德陽區碧堤洞追悼公園天門，遺骨兩旁擺放著李智漢的遺照與家人的合照，遺骨左方懸掛著李智漢寫真照的小筆記本，小筆記本是李智漢家人透過筆記本與李智漢說話，用來紀錄的日記。[101]李智漢的骨灰罈上，李智漢父母將李智漢小時候的照片及親養的烏龜照片，貼在李智漢骨灰罈上頭，放置李智漢遺骨的下方，有許多李智漢的親朋好友及Fans送來的花束，懸掛在李智漢的遺骨放置處下方。[54]近期李智漢的遺骨處，擺放著李智漢的遺作《木偶的季節》中所有李智漢於劇中所拍攝的特寫照片。[102]李智漢父親李鍾哲於紀念演員李智漢的Instagram提到，希望親朋好友及Fans可以去追悼公園天門安慰一下智漢，讓智漢不寂寞。

- 李智漢父親李鍾哲為梨泰院慘案家屬協議會第一任代表，於2023年4月請辭代表一職。[103]

- 韓國選秀節目《PRODUCE 101 第二季》練習生中，繼演員丁重智 (정중지) 於2022年9月身亡後，第二位於2022年亡故的練習生。[104]

- 網路劇《蝴蝶之夢》演員中，繼飾演張柱（李智漢飾演）前女友秀賢的演員柳珠恩 (유주은) 於2022年8月身亡後，第二位於2022年亡故的同劇演員。[105]

## 外部連結
- 935 Entertainment官方網站
- 李智汉的Instagram帳戶個人
- 李智漢的Facebook帳戶個人
- 李智汉的X（前Twitter）個人
- 李智汉的Instagram帳戶李智漢父親經營的紀念李智漢instagram帳戶
- Naver （页面存档备份，存于） 